# Batillaria mutata
Batillaria mutata је пуж из реда Sorbeoconcha. 

## Угроженост
Подаци о распрострањености ове врсте су недовољни.

## Распрострањење
Ареал врсте је ограничен на острва Галапагос у Еквадору.